# Lagoa Itapeva
Pour les articles homonymes, voir Itapeva.
La Lagoa Itapeva est une lagune brésilienne située sur le littoral de l'État du Rio Grande do Sul, dans le Sud du Brésil. Elle est incluse dans le Bassin du rio Tramandaí et a une longueur de 4,6 km. Dans sa proximité se trouvent les municipalités d'Arroio do Sal, de Torres, de Dom Pedro de Alcântara, de Três Cachoeiras, de Três Forquilhas, de Terra de Areia et d'Osório.

## Étymologie
"Itapeva" est un mot tupi que signifie "pière plat" (itá signifie "pière" et peb signifie "plat"). 
1. ↑  « fflch.usp.br/dlcv/tupi/vocabul… »(Archive.org • Wikiwix • Archive.is • Google • Que faire ?).